# Nawangsasi
Nawangsasi is een bestuurslaag in het regentschap Musi Rawas van de provincie Zuid-Sumatra, Indonesië. Nawangsasi telt 1824 inwoners (volkstelling 2010).